# Fedafjorden Bro
58°15′40″N 006°50′43″Ø / 58.26111°N 6.84528°Ø
Fedafjorden bro er en hængebro over Fedafjorden i Kvinesdal kommune i Agder fylke i Norge. Den er 566 m lang og har et hovedspænd på 331 m og en gennemsejlingshøjde på 50 meter. Broen er en del af et  vejprojekt på E39 mellem Flekkefjord og Lyngdal som blev åbnet den 30. august 2006.
Der er otte broer projektet, hvor Fedafjorden bro er den længste. Der er også syv tunneler med en samlet længde på 7,5 km[kilde mangler]. De nye vejanlæg har forkortet rejsetiden mellem Stavanger og Kristiansand med ca. 20 minutter. Projektet er en del af det som omtales som Listerpakken.

## Om projektet – Listerpakken
Projektet blev vedtaget i Stortinget i juni 2002. Det består af ni små og store udbygningsprojekter i Listerregionen i Vest-Agder. Det skal finansieres delvis med bompenge og offentlige midler. Projektet har en omkostningsramme på 1.624 millioner kroner (2002-kr.). E39 Lyngdal–Flekkefjord er prøveprojekt for «Offentlig Privat Samarbeid» (OPS). Byggestart i 2004 på E39 Handeland–Feda (byggedel i OPS-prosjektet) og Riksvei 43.

## Eksterne kilder og henvisninger
- Wikimedia Commons har flere filer relateret til Fedafjorden Bro
- Billeder og beskrivelse af byggeriet Arkiveret 16. september 2011 hos  Wayback Machine
- Billede af broen set fra sydvest. Arkiveret 8. marts 2016 hos  Wayback Machine
- Billede af broen set fra nordvest med nordindkørslen til Teistedalstunnelen i baggrunden. Arkiveret 4. januar 2013 hos  hos Archive.is
- Billede af broen set fra sydøst med sydøstindkørslen til Fedaheitunnelen i baggrunden. Arkiveret 10. januar 2012 hos  Wayback Machine